# Ejnar Olsson
Ejnar Olsson, né le 18 juillet 1886 à Stockholm et décédé le 26 février 1983, est un ancien sportif suédois.

## Biographie
Il remporte en 1910 la première édition des championnats de Suède de combiné nordique et de saut à ski. Il fera le doublé en 1911, 1914 et 1915. L'année 1915 est sa meilleure année car il remporte quatre titres de champions de Suède en combiné nordique, saut à ski, football et en orientation à ski. Il remporte la Stor Grabb (en) en 1933.

## Résultats

### Combiné nordique
Il remporte le championnat de Suède à 7 reprises: en 1910, 1911, 1914, 1915, 1918, 1920 et 1921.

### Saut à ski
Il remporte le championnat de Suède (de) en 1910, 1911, 1914, 1915 et 1916.

### Football
Il remporte le titre avec Djurgårdens IF en 1912, 1915 et 1917.

### Orientation à ski
Il remporte le titre de champion de Suède en 1915